# Герб Усманского района
Герб Усманского района Липецкой области является символом Усманского района. Утверждён решением Усманского районного Совета депутатов от 03 февраля 2004 г. № 3/27. Герб по геральдическим правилам и канонам является полугласным.

## Описание герба
Геральдическое описание (блазон) гласит:
«В лазоревом поле на золотой земле хлебные снопы того же металла, сложенные в копны. В вольной части — герб Липецкой области»
.

## Обоснование символики

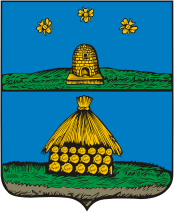

Герб разработан на основе герба уездного города Усмань, входившего в состав Тамбовской губернии. Исторический герб утвердили 16 августа 1781 года. В 1645 году Усмань была заложена воеводой Степаном Вельяминовым как острог на Белгородской оборонительной черте для защиты русских земель. Благодаря высоким плодородным свойствам чернозёмной почвы Усмань стала центром хлебной торговли, что и отразилось в гербах  города и района.
Золото в геральдике — символ прочности, величия, интеллекта, великодушия и богатства.
Синий цвет поля герба показывает географическое положение района на реке Усмань.
Лазурь символизирует мир, искренность, честь, славу, преданность, истину, добродетель.

## См.также
Герб Липецкой области
Гербы районов Липецкой области
Флаг Усманского района